# Bodney
Bodney – wieś w Anglii, w hrabstwie Norfolk. Leży 43 km na zachód od Norwich i 128 km na północny wschód od Londynu.